# Kanton Thizy
Kanton Thizy (francouzsky Canton de Thizy) je francouzský kanton v departementu Rhône v regionu Rhône-Alpes. Tvoří ho 8 obcí.

## Obce kantonu
- Bourg-de-Thizy
- Cours-la-Ville
- La Chapelle-de-Mardore
- Mardore
- Marnand
- Pont-Trambouze
- Saint-Jean-la-Bussière
- Thizy